# Moscato
Il Moscato è una famiglia di vitigni, a bacca bianca o a bacca nera, da cui si ricavano gli omonimi vini.

## Storia
Le sue origini risalgono al bacino medio-orientale del Mediterraneo. Vettore della sua diffusione nelle regioni italiane meridionali furono i coloni greci, che portarono con loro i semi o i tralci per poterlo coltivare nelle colonie della Magna Grecia.
La varietà bianca è la più pregiata. Le uve venivano già citate dai romani come Apicae (da Catone) o Apianae (da Columella e Plinio). Il suo nome deriva da muscum (muschio) a causa del profumo intenso e del suo dolce aroma. In tempi antichi si otteneva un vino dolce facendo appassire le uve.
La diffusione al nord avvenne principalmente nel medioevo grazie ai Veneziani, che con i loro commerci con le isole del Mediterraneo lo importarono in tutto il nord Europa.
La coltivazione del vitigno si diffuse velocemente grazie al volere delle classi agiate, nonostante il viticoltore fosse spesso recalcitrante alla sua coltivazione, per la difficoltà di ottenere il vino passito.

## Etimologia
Il nome moscato parrebbe derivare dal fatto che, sia l'uva moscato e sia il vino da essa prodotto, avrebbero l'aroma di muschio o di noce moscata.

## I tipi
Il vitigno Moscato, raggruppa alcuni vitigni con uva di vario colore, da tavola o da vino.
In particolare le varietà sono:
- Moscato Bianco: è un vitigno a foglia media, pentagonale, tri o pentalobata. Il grappolo è medio, cilindrico-piramidale. L'acino è medio, di forma sferica, con buccia sottile di colore giallo-verde.
Le regioni dove viene coltivato sono: Valle d'Aosta, Piemonte, Liguria, Lombardia, Veneto, Emilia-Romagna, Toscana, Umbria, Lazio, Abruzzo, Molise, Campania, Puglia, Basilicata, Calabria, Sicilia
- Moscato Giallo: è un vitigno a foglia media, orbicolare, trilobata o intera. Il grappolo è medio-grande, piramidale allungato. L'acino è medio, sferico, con una buccia pruinosa (ricoperta di un sottile velo di polvere), spessa e consistente di colore giallo.
È coltivato in Veneto, Trentino-Alto Adige, Friuli-Venezia Giulia, Sicilia, Sardegna
- Moscato di Terracina: vitigno a foglia media, pentalobata con un grappolo ed acini grandi, il grappolo è piramidale. L'acino è sferico con buccia pruinosa, consistente di colore giallo-verde.
Tipico della zona di Terracina (Lazio), del basso agro pontino e della piana di Fondi.
- Moscatello di Saracena: vitigno autoctono e coltivazione tipica e esclusiva del Comune di Saracena, nell'area del Pollino in Provincia di Cosenza. Da questo vitigno si ottiene il Moscato di Saracena, vino passito. Si produce con un procedimento antichissimo che prevede la vinificazione separata dell'uva moscatello, ottenuta dal vitigno autoctono da altre uve. Il mosto ottenuto dalla vinificazione delle uve Malvasia, Odoacra e Guarnaccia viene concentrato – attraverso un processo di bollitura - per ottenere una riduzione di circa un terzo del totale: questo procedimento determina un aumento del grado zuccherino e quindi del grado alcolometrico, mentre l'aroma ed il gusto particolari provengono dall'uva moscatello, raccolta e appassita alcune settimane prima della vendemmia. L'uva moscatello disidratata, selezionata e schiacciata manualmente viene quindi aggiunta – nelle giuste proporzioni - al mosto concentrato.
- Moscato Rosa: vitigno a foglia media, pentagonale, pentalobata, con grappolo medio-grande, piramidale allungato. Acini medi con buccia pruinosa, sottili e di color nero-blu.
Coltivazione in Trentino-Alto Adige e Friuli-Venezia Giulia
- Moscato Nero di Acqui: vitigno a foglia piccola, pentalobata. Il grappolo è piccolo, cilindrico. Acino medio, sferico con buccia consistente di colore nero-viola.
Tipico della zona dell'acquese (Piemonte)
- Moscato di Scanzo: vitigno a foglia media, pentagonale, pentalobata. Grappolo e acino medio. L'acino è ovale con buccia pruinosa di colore nero-blu. Viene coltivato in Lombardia nel comune di Scanzorosciate dove si produce il vino omonimo Moscato di Scanzo DOCG.
- Moscato di Alessandria o Zibibbo: è un vitigno originario dell'Egitto a foglia media, trilobata talvolta pentalobata. Il grappolo è grande, allungato, conico-piramidale. L'acino è grosso, di forma ovoide con buccia spessa, consistente, di colore verde tendente al giallo; maturazione leggermente tardiva. È coltivato in Sicilia e le sue uve sono utilizzate o da pasto, o per ottenere il Moscato di Pantelleria.
- Moscatello selvatico: è un vitigno con foglia medio piccola, orbicolare, tri o pentalobata. Il grappolo è medio, conico cilindrico, compatto. Gli acini sono medio grandi, rotondi, con buccia di colore giallo-verde.Coltivato in Puglia.

## Caratteristiche morfologiche
- Germogliamento: [non chiaro]
- Fioritura: [non chiaro]
- Invaiatura: [non chiaro]
- Maturazione dell'uva: seconda-terza decade di settembre.

## Attitudini enologiche
- Dal vitigno del Moscato Bianco si ricavano vini gialli paglierini carichi, freschi e dal sapore intenso. I vini più importanti sono il Moscadello di Montalcino, Moscato d'Asti, Moscato di Siracusa, Moscato di Cagliari e l'Asti spumante.

È errato pensare che con i vari moscati si producano solo vini dolci o amabili: esistono diverse interpretazioni di moscato secco o al più abboccato. Inoltre, si presta bene alla spumantizzazione (tanto spumante dolce, al mondo, è prodotto con vino moscato).